# Joseph-Marie Trocellier
Joseph-Marie Trocellier OMI, auch Jean-Antoine Trocellier, (* 5. November 1888 in Tuzet bei Javols, Frankreich; † 27. November 1958) war ein französischer Ordensgeistlicher und römisch-katholischer Apostolischer Vikar von Mackenzie.

## Leben
Joseph-Marie Trocellier trat der Ordensgemeinschaft der Oblaten der Unbefleckten Jungfrau Maria bei und empfing am 25. Mai 1920 das Sakrament der Priesterweihe. 
Am 26. Juni 1940 ernannte ihn Papst Pius XII. zum Titularbischof von Adramyttium und zum Koadjutorvikar von Mackenzie. Der Apostolische Vikar von Mackenzie, Gabriel Breynat OMI, spendete ihm am 8. September desselben Jahres die Bischofsweihe; Mitkonsekratoren waren der Apostolische Vikar von Grouard, Ubald Langlois OMI, und der Koadjutorvikar von Yukon-Prince Rupert, Jean-Louis-Antoine-Joseph Coudert OMI.
Joseph-Marie Trocellier wurde am 6. April 1943 in Nachfolge des zurückgetretenen Gabriel-Joseph-Élie Breynat OMI Apostolischer Vikar von Mackenzie.